# TOP in het seizoen 1955/56
Het seizoen 1955/1956 was het eerste jaar in het bestaan van de Osse betaaldvoetbalclub TOP. De club kwam uit in de Eerste klasse C en eindigde daarin op de 15e plaats, dit betekende dat de club in het nieuwe seizoen uitkwam in de Tweede divisie.

## Wedstrijdstatistieken

### Eerste klasse C
|       | DHC   | DOSKO | Fortuna | Helmondia '55 | Hilversum | KFC   | Oldenzaal | Oosterparkers | Tubantia | UVS   | Volendam | Wilhelmina | Zeist | ZFC   | Zwartemeer |
| ----- | ----- | ----- | ------- | ------------- | --------- | ----- | --------- | ------------- | -------- | ----- | -------- | ---------- | ----- | ----- | ---------- |
| Thuis | 3 – 2 | 0 – 1 | 1 – 2   | 0 – 4         | 2 – 4     | 1 – 4 | 2 – 3     | 0 – 3         | 1 – 3    | 3 – 3 | 1 – 3    | 2 – 2      | 0 – 2 | 3 – 0 | 5 – 3      |
| Uit   | 2 – 3 | 1 – 1 | 3 – 2   | 1 – 0         | 4 – 0     | 4 – 0 | 3 – 1     | 1 – 1         | 2 – 2    | 4 – 0 | 3 – 0    | 7 – 2      | 2 – 1 | 2 – 1 | 2 – 3      |

## Statistieken TOP 1955/1956

### Eindstand TOP in de Nederlandse Eerste klasse C 1955 / 1956
| Stand | Gespeeld | Gewonnen | Gelijk | Verloren | Punten | Doelpunten voor | Doelpunten tegen |
| ----- | -------- | -------- | ------ | -------- | ------ | --------------- | ---------------- |
| 15e   | 30       | 5        | 5      | 20       | 15     | 40              | 80               |

### Topscorers
| Eerste klasse \| # \| Naam \| \| \| ---------------- \| --------------------- \| -- \| \| 1. \| Piet Timmermans \| 12 \| \| 2. \| Jan Doornbos \| 7 \| \| 3. \| Jo Vos \| 5 \| \| 4. \| Cees Picavet \| 3 \| \| 4. \| Piet Taks \| 3 \| \| 4. \| Taks \| 3 \| \| 7. \| Philip Lacor \| 2 \| \| 8. \| W. Augustus \| 1 \| \| 8. \| Jan Huinink \| 1 \| \| 8. \| Van Orsel \| 1 \| \| Eigen doelpunten \| \| \| \| – \| Onbekend (Wilhelmina) \| 1 \| \| Totaal \| Totaal \| 40 \| |                       |      |
| # | Naam                  | Goal |
| 1. | Piet Timmermans       | 12   |
| 2. | Jan Doornbos          | 7    |
| 3. | Jo Vos                | 5    |
| 4. | Cees Picavet          | 3    |
| 4. | Piet Taks             | 3    |
| 4. | Taks                  | 3    |
| 7. | Philip Lacor          | 2    |
| 8. | W. Augustus           | 1    |
| 8. | Jan Huinink           | 1    |
| 8. | Van Orsel             | 1    |
| Eigen doelpunten |                       |      |
| – | Onbekend (Wilhelmina) | 1    |
| Totaal | Totaal                | 40   |